# Осем
Осем (івр. אסם‎‎) — ізраїльська компанія, виробник продуктів харчування, один з найбільших в Ізраїлі виробників макаронів, соусів, супів, снеків, та інших товарів.
Є одним з найбільших виробників продуктів харчування в Ізраїлі. Акції компанії котируються на Тель-авівському біржі
Заснована в 1942 році як торгова компанія з виробництва продуктів харчування, чотири роки по тому в 1946 році компанія побудувала свій перший завод в Бней-Браку. У 1975 був побудований завод в Йокнеам-Іліті, а в 1976 році в Петах-Тікві.
У 1995 році компанія почала просувати продукцію фірми Nestlé на ринку Ізраїлю. Починаючи з 2000 року компанія «Nestlé» була акціонером «Осема» до 2016 року коли повністю викупила частки у інших акціонерів перетворивши "Осем " на приватну компанію.
Компанія має ряд дочірніх підприємств як в Ізраїлі так і за кордоном, експортує своєю продукцію в Європу і Сполучені Штати.